# 戰爭兒童
战争儿童指的是父母一方是当地人，另一方是外国驻军（一般都是占领军，但也有在海外军事基地服役的军人）的儿童。在人类历史以及各民族文化中，与敌军成员生下后代一般都被视作对本民族社会价值观的严重背叛。后果通常是：父母中的当地人（通常是女性）被家人逐出家门，被友人抛弃，在社会层面上遭到否认。例如，二战期间，有儿童的父亲是德国占领军人员。